# Štiavnická brázda
Štiavnická brázda je geomorfologickou částí Sitnianské vrchoviny, podcelku Štiavnických vrchů. Leží ve střední části podcelku, v okolí Banské Štiavnice.

## Polohopis
Území se nachází ve střední části Štiavnických vrchů a zabírá severní část podcelku Sitnianska vrchovina. V centrální části leží Banská Štiavnica, na západním okraji Štiavnické Bane a v jižní části brázdy Svätý Anton. Severním a severozápadním směrem sousedí podcelek Hodrušská hornatina, západním a jižním část Sitnianské predhorie a jihozápadním směrem navazuje geomorfologická část Sitno, oba podcelky Sitnianské vrchoviny. Údolí Štiavnice a Jasenice tvoří východní hranici, oddělující podcelek Skalka.
Jasenica odvodňuje severní část území, kde z významných toků přibírá Beliansky potok, centrální a jižní část odvodňuje Štiavnica. Z významnějších přítoků zde přibírá Drienovský a Ilijský potok.

## Doprava
Údolími Štiavnice a Jasenice vede silnice I / 51, spojující Banskou Štiavnici s údolím Hrona (křižovatka s R1 ) na severu, resp. s Hontianskými Nemcami, kde kříží E 77 v trase silnice I / 66 ( Šahy - Zvolen). V okresním městě se na I / 51 připojuje silnice II / 524 ze Štiavnických Baní. Ze severu vede na okraj okresního města železniční trať Hronská Dúbrava - Banská Štiavnica.

## Chráněná území
Centrální část Štiavnických vrchů pod majestátním Sitnem leží v jádru Chráněné krajinné oblasti. Zvláště chráněným územím je chráněný areál Arborétum Kysihýbeľ, Banskoštiavnická botanická zahrada a Michalské rašelinisko.

## Turismus
Banská Štiavnica a její okolí patří mezi klenoty a nejstarší centra turistiky na Slovensku. Díky nepřebernému množství historických památek je město od roku 1950 " městskou památkovou rezervací ". Od roku 1993 bylo "historické město Banská Štiavnica a technické památky jeho okolí" spolu s obcí Štiavnické Bane zapsáno do seznamu Světového kulturního a přírodního dědictví UNESCO. Spolu s důlními památkami a okolní přírodou Štiavnických vrchů patří tento region mezi nejnavštěvovanější oblasti v zemi. V rámci Štiavnické brázdy je výjimečná i národní kulturní památka Zámek Svätý Anton a další památky obce Svätý Anton.

### Turistické trasy
- po  červeně značené Rudné magistrále centrem Banské Štiavnice ze Štiavnických Baní do Banského Studenca
- po  modře značené trase:
  - z Banské Štiavnice na Žakýlský hrad
  - ze Štiavnických Baní západním okrajem Banské Štiavnice do Vyhní
  - z rozcestí v sedle Krížna na vrchol Sitno (1009 m n. m.)
- po  zelené značce:
  - z Banské Štiavnice na rozcestí v sedle Krížna
  - ze Svätého Antona na rozcestí Vlčia jama pod Sitnom
- po  žluté značce z lokality Klinger na Tanád (938 m n. m.)[2]